# Ли Джун Со (шорт-трекист)
Ли Джун Со (кор. 이준서, англ. Lee June Seo, род. 3 июня 2000 года в Тэджоне, провинции Чхунчхон-Намдо) — корейский шорт-трекист, чемпион мира 2019 года в эстафете. Обучается в Корейском национальном спортивном университете.

## Биография
Ли Джун Со родился в спортивной семье, у отца, который был спринтером, и матери, которая раньше занималась бегом с препятствиями. Он занялся шорт-треком, как хобби в возрасте 9-и лет, в 2010 году на ледовом катке Мокдонг в Сеуле, когда учился в начальной школе Дангсан. Ли поддержал свою младшую сестру Ли Ю Бин начать заниматься шорт-треком, когда ей было 8 лет.
Он учился в средней школе Синмок, когда впервые появился на международных соревнованиях на чемпионате мира среди юниоров 2018 года в Томашуве-Мазовецком. Там он выиграл серебряную медаль в многоборье.Свои первые гонки на Кубке мира он провел в начале сезона 2018/19 года в канадском Калгари, где занял два 2-х места в беге на 1500 м и мужской эстафете, а также 3-е место в смешанной эстафете. Через неделю в Солт-Лейк-Сити вновь поднялся на 2-е место в беге на 1500 м. В декабре в Алматы занял 3-е места на дистанциях 1000 м, 1500 м и 2-е место в смешанной эстафете.
На чемпионате мира 2019 года в Софии он стал чемпионом в эстафетном забеге в составе Южной Кореи, а также завоевал бронзовую медаль на дистанции 1500 метров и занял 7-е место в личном зачёте многоборья. В сезоне 2019/20 на Кубке мира в Солт-Лейк-Сити занял 2-е место в мужской эстафете, в Монреале поднялся на 3-е место в беге на 500 м и в смешанной эстафете, а позже и 2-е место в мужской эстафете.
В декабре в Нагое занял 2-е места в беге на 1500 м и в эстафете, а в Шанхае выиграл 1-е место в беге на 1500 м, 2-е место в беге на 500 м и 3-е в мужской эстафете. В январе 2020 года на чемпионате четырёх континентов выиграл золото в мужской эстафете, следом в феврале на Кубке мира в Дрездене занял 1-е место в эстафете и в Дордрехте выиграл на дистанции 500 м, стал 2-м в беге на 1500 м и в смешанной эстафете. После года перерыва из-за пандемии коронавируса участвовал в сезоне 2021/22 на Кубке мира.
В октябре 2021 года он пропустил соревнования Кубка мира в Пекине и Нагое из-за травмы связок голеностопа и вернулся к соревнованиям в следующем месяце на этапе в Дебрецене, но был вынужден сняться с соревнований после рецидива травмы во время падения на дистанции 1500 метров, где занял 37-е место.